# Great Canfield
 (avril 2023).
Pour les articles homonymes, voir Canfield.
Great Canfield est un village et une paroisse civile de l'Essex, en Angleterre.